# Dribbling (videogioco 1981)
Dribbling è un videogioco arcade del 1981 che simula il calcio tradizionale mischiato con il calciobalilla. Esso venne sviluppato dalla software house italiana Model Racing.

## Modalità di gioco
Dribbling combina elementi del calcio tradizionale con quelli del calciobalilla, offrendo un'esperienza di gioco unica: il cabinato è di tipo cocktail (a tavolino con lo schermo orizzontale), con due sedili ai lati opposti e due manopole orizzontali per ciascun giocatore, simili a quelle dei biliardini.
All'inizio della partita, i due utenti possono selezionare il colore della propria squadra tra sei opzioni disponibili (blu, viola, verde, giallo, bianco o rosso) utilizzando un apposito tasto. La partita si svolge in una versione semplificata del calcio, con un tempo prestabilito. Ogni giocatore tramite delle manopole controlla i propri calciatori, rappresentati come piccole sagome in movimento. I due sfidanti iniziano a giocare quando la sagoma dell'arbitro introduce il pallone sul campo. L'obiettivo principale è quello di conquistare il possesso del pallone e segnare un gol nella porta avversaria, effettuando passaggi tra i giocatori per coordinare gli attacchi.

## Accoglienza
Nel 1981, Dribbling fu presentato con grande successo alle anteprime di Londra, venendo definito dalla rivista Leisure Play come "il gioco della mostra". L'anno successivo, il titolo continuò a riscuotere un notevole successo, diventando uno dei titoli di spicco all'Amusement Games Show al National Exposition Centre. La sua popolarità crebbe a tal punto che Model Racing dovette concedere la licenza ad altre aziende per soddisfare la forte domanda. Insieme a Super Golf di Hudson Soft, Dribbling dimostrò le grandi possibilità dei giochi basati su sport reali. Tuttavia, non tutti furono entusiasti: Martin Amis, nel suo libro L'invasione degli Space Invaders, lo criticò per non aver catturato l'essenza del calcio, rendendolo meno soddisfacente rispetto all'esperienza fisica. In Italia, il gioco fu particolarmente popolare, anche grazie alla sua distribuzione durante il periodo della vittoria della nazionale italiana ai mondiali di calcio in Spagna nel 1982.